# Società Polisportiva Castrum Giulianova 1939-1940
Questa voce raccoglie le informazioni riguardanti la Società Polisportiva Castrum Giulianova nelle competizioni ufficiali della stagione 1939-1940.

## Rosa
| N. |                   | Ruolo | Calciatore           |
| -- | ----------------- | ----- | -------------------- |
|    | Italia (bandiera) | C     | Bruno Bolzati        |
|    | Italia (bandiera) | C     | Emilio Braga         |
|    | Italia (bandiera) | D     | Amleto Ciurli        |
|    | Italia (bandiera) | P     | Cosimo De Simone     |
|    | Italia (bandiera) | D     | Giovanni Di Pasquale |
|    | Italia (bandiera) | D     | Fernando Di Teodoro  |
|    | Italia (bandiera) | D     | Giannino Di Teodoro  |
|    | Italia (bandiera) | D     | V. Di Teodoro        |
|    | Italia (bandiera) | D     | T. Ferrari           |
|    | Italia (bandiera) | P     | Alfredo Gerardini    |
|    | Italia (bandiera) | A     | Ennio Giuliucci      |
|    | Italia (bandiera) | A     | Mario Granata        |
|    | Italia (bandiera) | A     | Alfredo Mancia       |

| N. |                   | Ruolo | Calciatore          |
| -- | ----------------- | ----- | ------------------- |
|    | Italia (bandiera) | A     | Domenico Marzi      |
|    | Italia (bandiera) | D     | A. Mattioni         |
|    | Italia (bandiera) | A     | Arduino Maurizi     |
|    | Italia (bandiera) | C     | Lino Morselli       |
|    | Italia (bandiera) | A     | Dante Paolini       |
|    | Italia (bandiera) | A     | Alessandro Piccioni |
|    | Italia (bandiera) | D     | Lino Pipponzi       |
|    | Italia (bandiera) | P     | Renato Rossi        |
|    | Italia (bandiera) | C     | Giuliano Setti      |
|    | Italia (bandiera) | D     | Ivo Sponcichetti    |
|    | Italia (bandiera) | D     | Enrico Stanzione    |
|    | Italia (bandiera) | D     | F. Taffioni         |

## Risultati

### Campionato - Serie C
La Castrum ha osservato un turno di riposo alla 3ª e 18ª giornata, l'8 ottobre 1939 e l'11 febbraio 1940. La partita di Popoli, rinviata il 21 gennaio 1940, è stata recuperata il 3 marzo 1940.

#### Girone di andata
| 24 settembre 1939 1ª giornata | Castrum | 4 – 2 | Olbia |  |

| 1 ottobre 1939 2ª giornata | Ilva Bagnolese | 4 – 0 | Castrum |  |

| 15 ottobre 1939 4ª giornata | Castrum | 1 – 2 | MATER |  |

| 22 ottobre 1939 5ª giornata | Orbetello | 2 – 1 | Castrum |  |

| 29 ottobre 1939 6ª giornata | Castrum | 1 – 1 | Stabia |  |

| 5 novembre 1939 7ª giornata | Supertessile Rieti | 3 – 0 | Castrum |  |

| 19 novembre 1939 8ª giornata | Castrum | 1 – 2 | Sora |  |

| 3 dicembre 1939 9ª giornata | Civitavecchiese | 6 – 0 | Castrum |  |

| 10 dicembre 1939 10ª giornata | Castrum | 2 – 2 | Teramo |  |

| 17 dicembre 1939 11ª giornata | Alba Roma | 1 – 0 | Castrum |  |

| 31 dicembre 1939 12ª giornata | Castrum | 0 – 3 | Pescara |  |

| 7 gennaio 1940 13ª giornata | Savoia | 4 – 1 | Castrum |  |

| 14 dicembre 1940 14ª giornata | Castrum | 2 – 0 | L'Aquila |  |

| 3 marzo 1940 15ª giornata | Popoli | 7 – 0 | Castrum |  |

#### Girone di ritorno
| 28 gennaio 1940 16ª giornata | Olbia | 2 – 1 | Castrum |  |

| 4 febbraio 1940 17ª giornata | Castrum | 1 – 2 | Ilva Bagnolese |  |

| 18 febbraio 1940 19ª giornata | MATER | 2 – 0 | Castrum |  |

| 25 febbraio 1940 20ª giornata | Castrum | 4 – 0 | Orbetello |  |

| 10 marzo 1940 21ª giornata | Stabia | 7 – 0 | Castrum |  |

| 17 marzo 1940 22ª giornata | Castrum | 1 – 1 | Supertessile Rieti |  |

| 24 marzo 1940 23ª giornata | Sora | 3 – 1 | Castrum |  |

| 31 marzo 1940 24ª giornata | Castrum | 2 – 0 | Civitavecchiese |  |

| 7 aprile 1940 25ª giornata | Teramo | 2 – 0 | Castrum |  |

| 21 aprile 1940 26ª giornata | Castrum | 0 – 1 | Alba Roma |  |

| 28 aprile 1940 27ª giornata | Pescara | 6 – 0 | Castrum |  |

| 12 maggio 1940 28ª giornata | Castrum | 2 – 1 | Savoia |  |

| 19 maggio 1940 29ª giornata | L'Aquila | 6 – 0 | Castrum |  |

| 26 maggio 1940 30ª giornata | Castrum | 1 – 0 | Popoli |  |

### Coppa Italia

#### Preliminari
| Pescara 3 settembre 1939 Qualificazioni | Pescara | 4 – 0 | Castrum | Campo Rampigna |